# Saint-Palais-du-Né
Pour les articles homonymes, voir Saint-Palais et Né (homonymie).
Saint-Palais-du-Né est une commune du Sud-Ouest de la France, située dans le département de la Charente (région Nouvelle-Aquitaine).
Ses habitants sont les Saint-Palaisiens et les Saint-Palaisiennes.

## Géographie

### Localisation et accès
Saint-Palais-du-Né est une commune de l'ouest du département de la Charente limitrophe de la Charente-Maritime, située à 12 km au nord-ouest de Barbezieux et 35 km au sud-ouest d'Angoulême, sur la rive gauche du Né.
Le bourg de Saint-Palais est aussi à 4 km au nord-est d'Archiac, 9 km au sud-ouest de Segonzac, 17 km au nord-est de Jonzac, 18 km à l'ouest de Châteauneuf et 18 km au sud de Cognac.
La commune est traversée à l'ouest par la D 731 entre Barbezieux et Cognac par Archiac, et au sud par la D 699, route d'Angoulême à Jonzac par Châteauneuf. Le bourg, situé à 1 km au nord de cette dernière, est desservi par la D 38 qui longe la rive gauche du Né. La commune (et le département) arrive jusqu'à l'entrée d'Archiac, où la D 699 croise la D 731, ainsi que la D 700 en direction de Pons et Royan.

### Hameaux et lieux-dits
Le hameau le plus important de la commune est le Grand Breuil, où étaient situées la mairie et l'école. Les autres hameaux sont Grand Maine au sud du bourg, Chez Bénéteau, Chez Bardet, Péraud, le Moulin d'Alger à l'ouest, etc..

### Communes limitrophes
| Cierzac (Charente-Maritime)                    | Saint-Fort-sur-le-Né             | Verrières              |
| Germignac, Sainte-Lheurine (Charente-Maritime) | Saint-Palais-du-Né               | Criteuil-la-Magdeleine |
| Archiac (Charente-Maritime)                    | Saint-Eugène (Charente-Maritime) | Lachaise               |

### Géologie et relief
La commune est occupée par le Campanien (Crétacé supérieur), calcaire crayeux, qui occupe une grande partie du Sud Charente et du Cognaçais et a donné son nom à la Champagne charentaise. La vallée du Né est occupée par des alluvions récentes du Quaternaire,,,.
Le relief de la commune est celui d'un bas plateau descendant doucement vers la vallée du Né située au nord-est. Le point culminant est à une altitude de 86 m, situé au Moulin des Justices, ancien moulin à vent situé non loin de la limite sud près d'Archiac. Le point le plus bas est à 21 m, situé le long du Né à l'extrémité nord. Le bourg est à 40 m d'altitude.

### Hydrographie

#### Réseau hydrographique

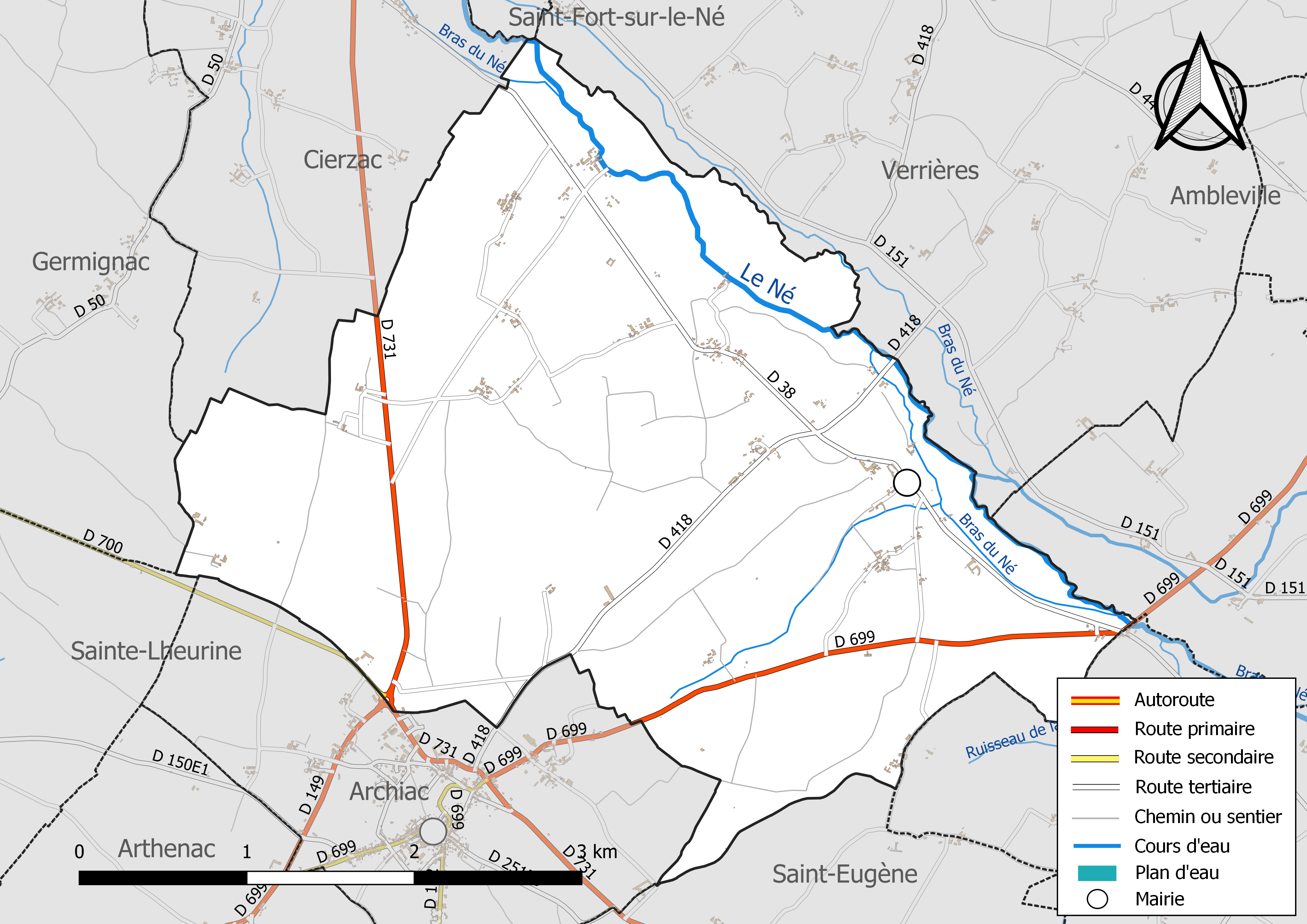
Réseaux hydrographique et routier de Saint-Palais-du-Né.

La commune est située dans le bassin versant de la Charente au sein du Bassin Adour-Garonne. Elle est drainée par le Né, et par un petit cours d'eau, qui constituent un réseau hydrographique de 10 km de longueur totale,.
La commune est sur la rive gauche Né, affluent de la Charente en aval de Cognac, qui fait la limite communale au nord-est. Il se partage en quelques îles sur la commune, dont l'île du Breuil qui est la plus importante.
Un ruisseau issu de la Font de Jau près de la commune d'Archiac se jette dans le Né sur sa rive gauche près du bourg.

#### Gestion des eaux
Le territoire communal est couvert par le schéma d'aménagement et de gestion des eaux (SAGE) « Charente ». Ce document de planification, dont le territoire correspond au bassin de la Charente, d'une superficie de 9 300 km2, a été approuvé le 19 novembre 2019. La structure porteuse de l'élaboration et de la mise en œuvre est l'établissement public territorial de bassin Charente. Il définit sur son territoire les objectifs généraux d’utilisation, de mise en valeur et de protection quantitative et qualitative des ressources en eau superficielle et souterraine, en respect des objectifs de qualité définis dans le troisième SDAGE  du Bassin Adour-Garonne qui couvre la période 2022-2027, approuvé le 10 mars 2022.

### Climat
Comme dans les trois quarts sud et ouest du département, le climat est océanique aquitain.

## Urbanisme

### Typologie
Au 1er janvier 2024, Saint-Palais-du-Né est catégorisée commune rurale à habitat dispersé, selon la nouvelle grille communale de densité à 7 niveaux définie par l'Insee en 2022.
Elle est située hors unité urbaine et hors attraction des villes,.

### Occupation des sols
L'occupation des sols de la commune, telle qu'elle ressort de la base de données européenne d’occupation biophysique des sols Corine Land Cover (CLC), est marquée par l'importance des territoires agricoles (91,4 % en 2018), une proportion sensiblement équivalente à celle de 1990 (91,6 %). La répartition détaillée en 2018 est la suivante : 
terres arables (41,9 %), zones agricoles hétérogènes (30,6 %), cultures permanentes (18,9 %), forêts (8,4 %), zones urbanisées (0,2 %). L'évolution de l’occupation des sols de la commune et de ses infrastructures peut être observée sur les différentes représentations cartographiques du territoire : la carte de Cassini (XVIIIe siècle), la carte d'état-major (1820-1866) et les cartes ou photos aériennes de l'IGN pour la période actuelle (1950 à aujourd'hui).

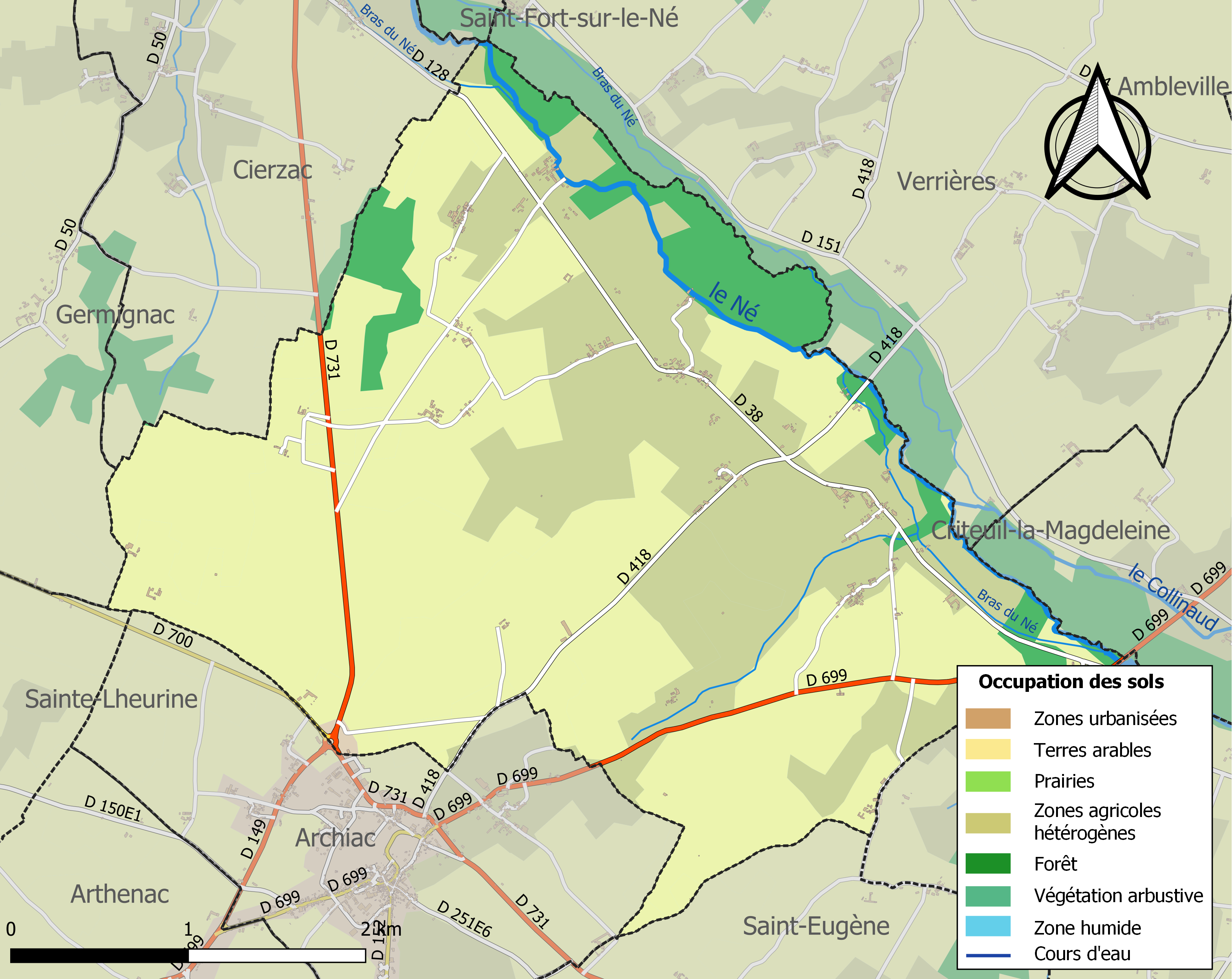
Carte des infrastructures et de l'occupation des sols de la commune en 2018 (CLC).

### Risques majeurs
Le territoire de la commune de Saint-Palais-du-Né est vulnérable à différents aléas naturels : météorologiques (tempête, orage, neige, grand froid, canicule ou sécheresse) et séisme (sismicité faible). Un site publié par le BRGM permet d'évaluer simplement et rapidement les risques d'un bien localisé soit par son adresse soit par le numéro de sa parcelle.

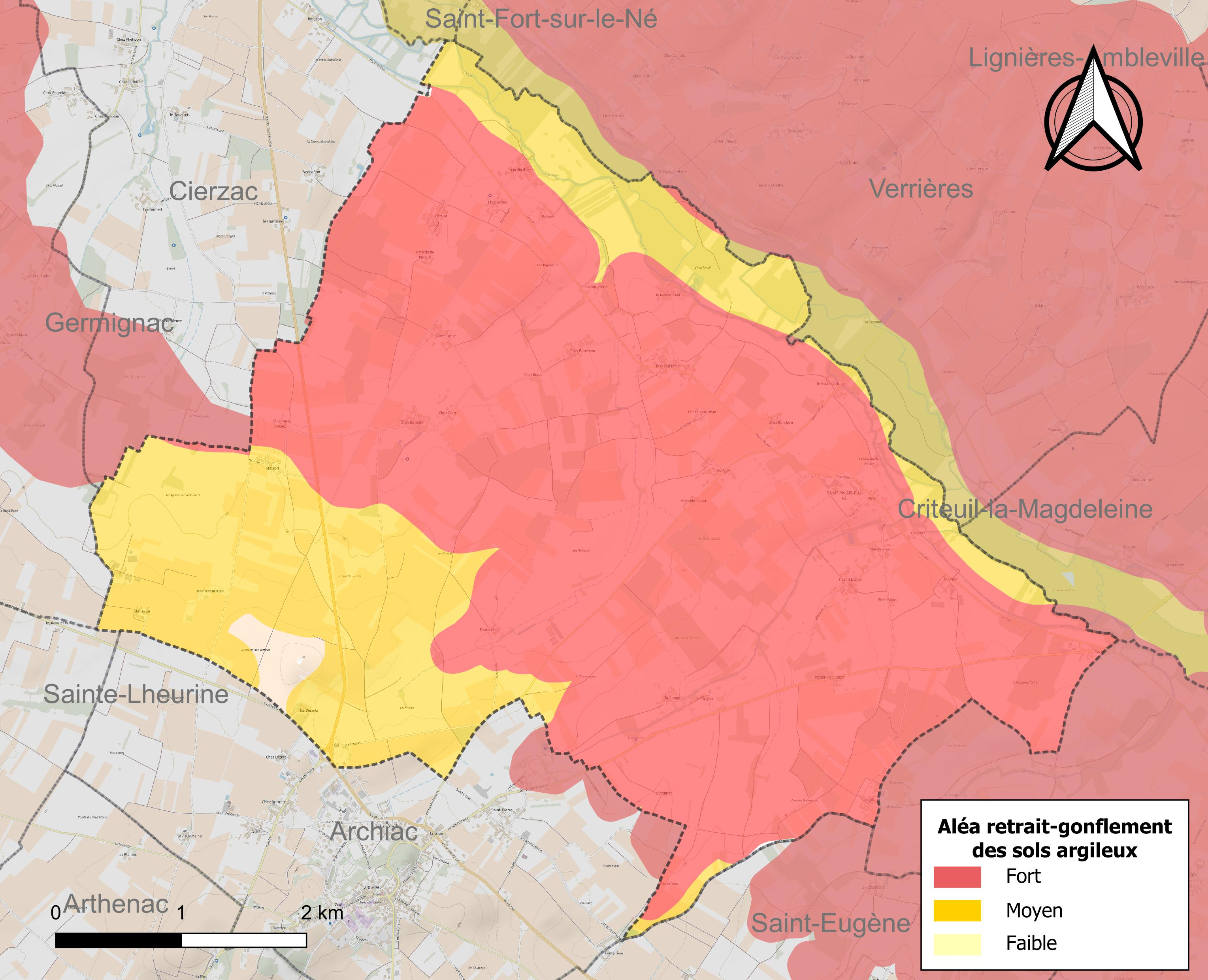
Carte des zones d'aléa retrait-gonflement des sols argileux de Saint-Palais-du-Né.

Le retrait-gonflement des sols argileux est susceptible d'engendrer des dommages importants aux bâtiments en cas d’alternance de périodes de sécheresse et de pluie. 98,9 % de la superficie communale est en aléa moyen ou fort (67,4 % au niveau départemental et 48,5 % au niveau national). Sur les 170 bâtiments dénombrés sur la commune en 2019, 170 sont en aléa moyen ou fort, soit 100 %, à comparer aux 81 % au niveau départemental et 54 % au niveau national. Une cartographie de l'exposition du territoire national au retrait gonflement des sols argileux est disponible sur le site du BRGM,.
Par ailleurs, afin de mieux appréhender le risque d’affaissement de terrain, l'inventaire national des cavités souterraines permet de localiser celles situées sur la commune.
La commune a été reconnue en état de catastrophe naturelle au titre des dommages causés par les inondations et coulées de boue survenues en 1982 et 1999. Concernant les mouvements de terrains, la commune a été reconnue en état de catastrophe naturelle au titre des dommages causés par des mouvements de terrain en 1999.

## Toponymie
Le nom est attesté par la forme ancienne latinisée Sanctus Palladius supra Nedum (non datée, Moyen Âge). Supra Nedum signifie « sur le Né ».
Palladius était un évêque de Saintes, mort vers 600,,.
Pendant la Révolution, Saint-Palais-du-Né s'est appelé Front-sur-le-Né.

## Histoire
Au Moyen Âge, l'église de Saint-Palais dépendait du prieuré de Saint-Eutrope de Saintes.
Au XVIIIe siècle, la famille de Sallegourde étaient les seigneurs du fief de Saint-Palais.
Au début du XXe siècle, l'industrie était représentée par un moulin sur le Né. Avant cette époque, des moulins à vent occupaient les sommets des collines dans le sud de la commune. Les mœurs étaient plus celles du canton de Segonzac que celles du canton de Barbezieux, auquel la commune était rattachée par un corridor.

## Administration
| Période                                  | Période  | Identité          | Étiquette | Qualité                   |
| ---------------------------------------- | -------- | ----------------- | --------- | ------------------------- |
| Les données manquantes sont à compléter. |          |                   |           |                           |
| 1995                                     | 2014     | Jean-Paul Gerbier | SE        | Agriculteur à la retraite |
| 2014                                     | En cours | Alain Dubroca     |           |                           |

## Démographie

### Évolution démographique
L'évolution du nombre d'habitants est connue à travers les recensements de la population effectués dans la commune depuis 1793. Pour les communes de moins de 10 000 habitants, une enquête de recensement portant sur toute la population est réalisée tous les cinq ans, les populations de référence des années intermédiaires étant quant à elles estimées par interpolation ou extrapolation. Pour la commune, le premier recensement exhaustif entrant dans le cadre du nouveau dispositif a été réalisé en 2005.

En 2022, la commune comptait 305 habitants, en évolution de +7,02 % par rapport à 2016 (Charente : −0,48 %, France hors Mayotte : +2,11 %).
| 1793 | 1800 | 1806 | 1821 | 1831 | 1841 | 1846 | 1851 | 1856 |
| ---- | ---- | ---- | ---- | ---- | ---- | ---- | ---- | ---- |
| 632  | 584  | 636  | 657  | 665  | 685  | 697  | 700  | 722  |

| 1861 | 1866 | 1872 | 1876 | 1881 | 1886 | 1891 | 1896 | 1901 |
| ---- | ---- | ---- | ---- | ---- | ---- | ---- | ---- | ---- |
| 691  | 709  | 625  | 624  | 551  | 515  | 509  | 449  | 466  |

| 1906 | 1911 | 1921 | 1926 | 1931 | 1936 | 1946 | 1954 | 1962 |
| ---- | ---- | ---- | ---- | ---- | ---- | ---- | ---- | ---- |
| 489  | 482  | 413  | 404  | 374  | 343  | 321  | 335  | 318  |

| 1968 | 1975 | 1982 | 1990 | 1999 | 2005 | 2006 | 2010 | 2015 |
| ---- | ---- | ---- | ---- | ---- | ---- | ---- | ---- | ---- |
| 294  | 288  | 311  | 282  | 287  | 279  | 274  | 282  | 281  |

| 2020 | 2022 | - | - | - | - | - | - | - |
| ---- | ---- | - | - | - | - | - | - | - |
| 304  | 305  | - | - | - | - | - | - | - |

### Pyramide des âges
En 2018, le taux de personnes d'un âge inférieur à 30 ans s'élève à 30,2 %, soit au-dessus de la moyenne départementale (30,2 %). À l'inverse, le taux de personnes d'âge supérieur à 60 ans est de 31,3 % la même année, alors qu'il est de 32,3 % au niveau départemental.
En 2018, la commune comptait 159 hommes pour 135 femmes, soit un taux de 54,08 % d'hommes, largement supérieur au taux départemental (48,41 %).
Les pyramides des âges de la commune et du département s'établissent comme suit.
| Hommes | Classe d’âge | Femmes |
| ------ | ------------ | ------ |
| 1,2    | 90 ou +      | 2,1    |
| 11,0   | 75-89 ans    | 12,1   |
| 17,1   | 60-74 ans    | 19,3   |
| 18,3   | 45-59 ans    | 20,0   |
| 19,5   | 30-44 ans    | 19,3   |
| 14,6   | 15-29 ans    | 13,6   |
| 18,3   | 0-14 ans     | 13,6   |

| Hommes | Classe d’âge | Femmes |
| ------ | ------------ | ------ |
| 1      | 90 ou +      | 2,7    |
| 9,2    | 75-89 ans    | 12     |
| 20,6   | 60-74 ans    | 21,3   |
| 20,7   | 45-59 ans    | 20,3   |
| 16,8   | 30-44 ans    | 16     |
| 15,6   | 15-29 ans    | 13,4   |
| 16,1   | 0-14 ans     | 14,3   |

## Économie

### Agriculture
La viticulture est une activité importante de Saint-Palais, qui est située en Petite Champagne, dans la zone d'appellation d'origine contrôlée du cognac.
Certains producteurs vendent cognac, pineau des Charentes et vin de pays à la propriété.

## Équipements, services et vie locale

### Enseignement
Il n'y a plus d'école à Saint-Palais depuis 2006. Les enfants sont acheminés vers les écoles d'Ambleville et Criteuil-la-Magdeleine pour l'école élémentaire et Lignières-Sonneville pour la maternelle (regroupement pédagogique intercommunal).

## Culture locale et patrimoine

### Lieux et monuments
L'église paroissiale Saint-Palais date du XIIe ou XIIIe siècle. En forme de croix latine, une chapelle lui a été ajoutée au sud au XVIe ou XVIIe siècle, et elle a été restaurée au XIXe siècle. Son mobilier est répertorié dans la base Palissy.
La commune comporte de nombreuses fermes et quelques logis avec portails charentais.

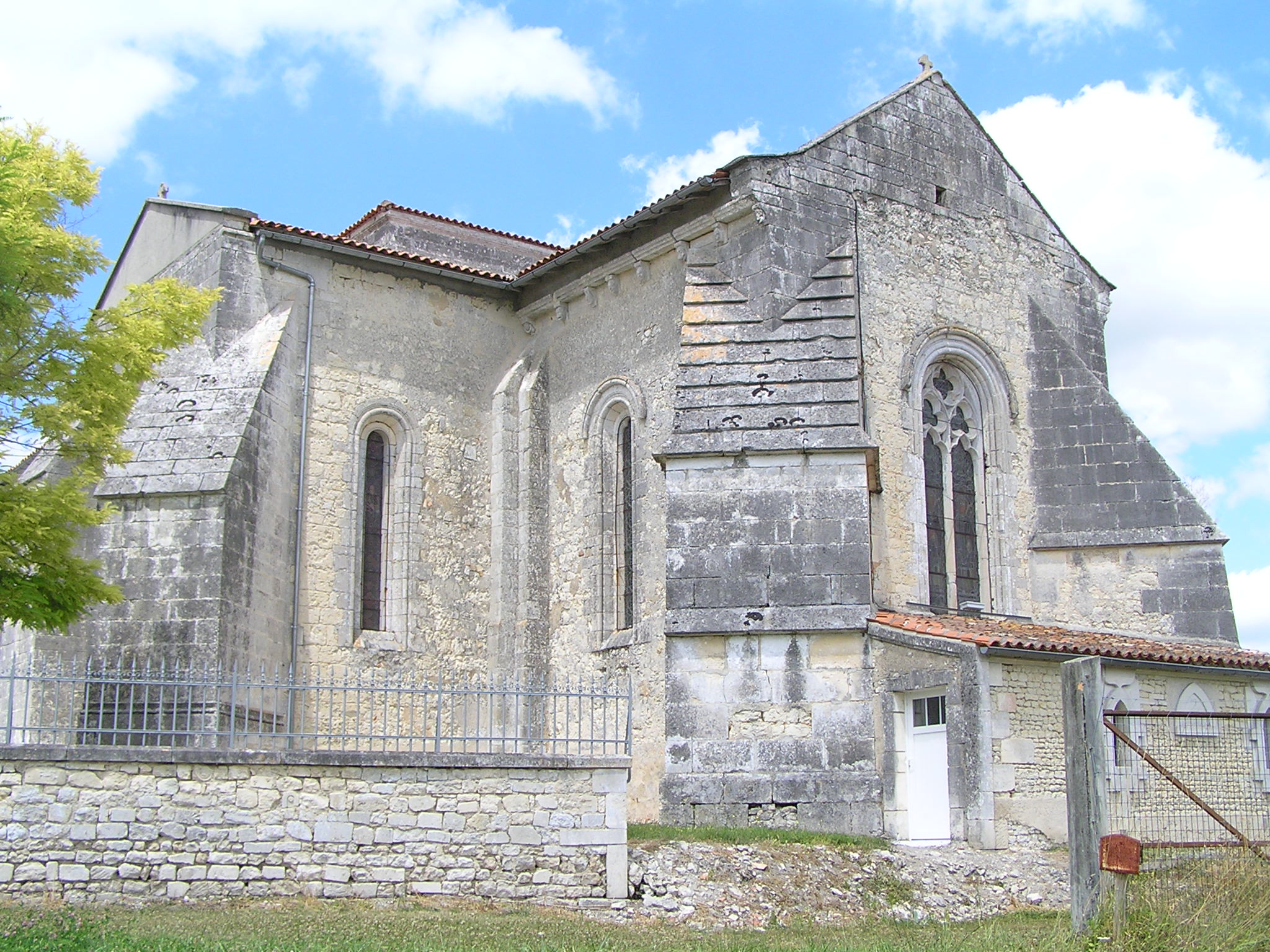
Église.
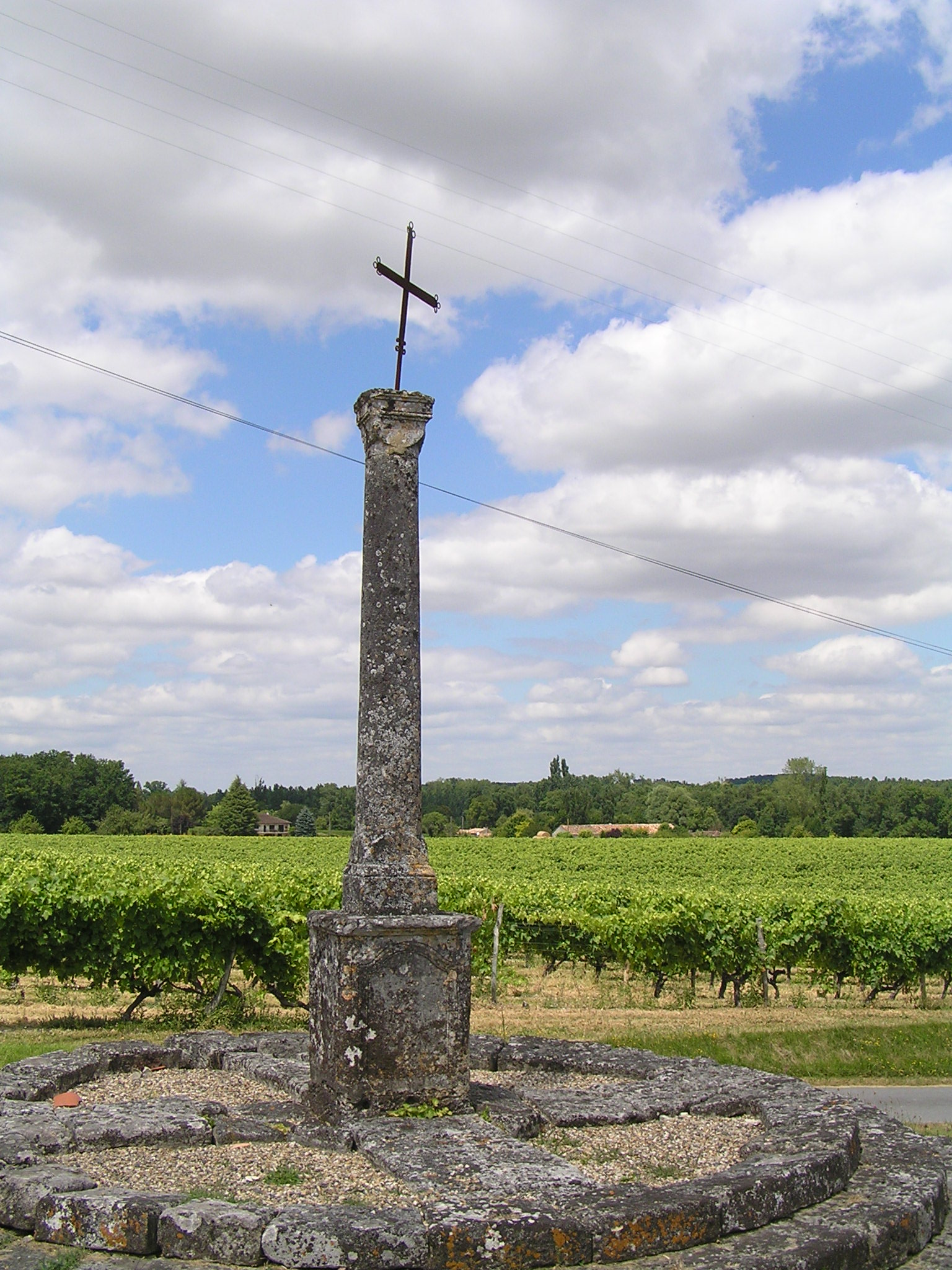
Croix.
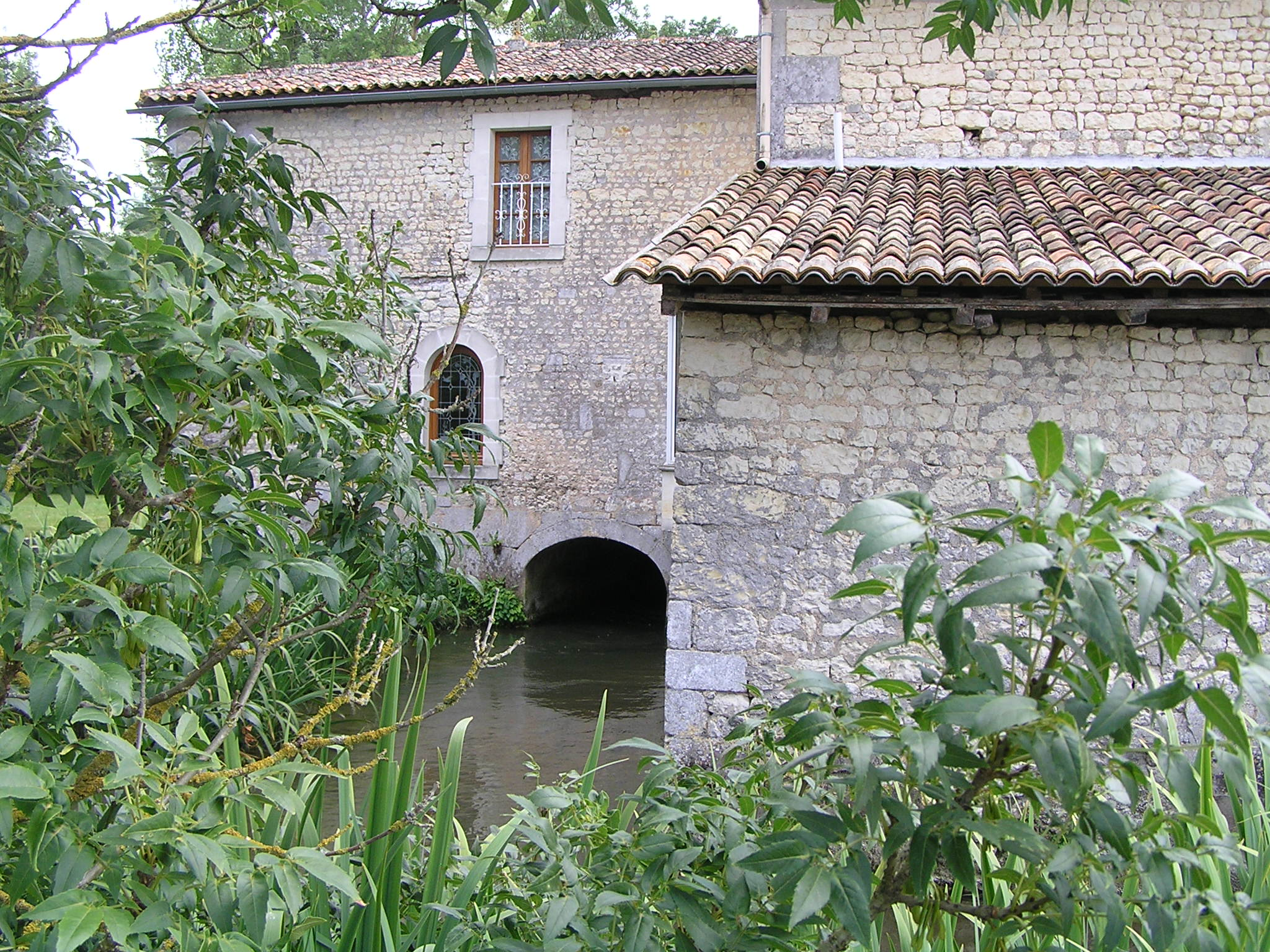
Moulin.
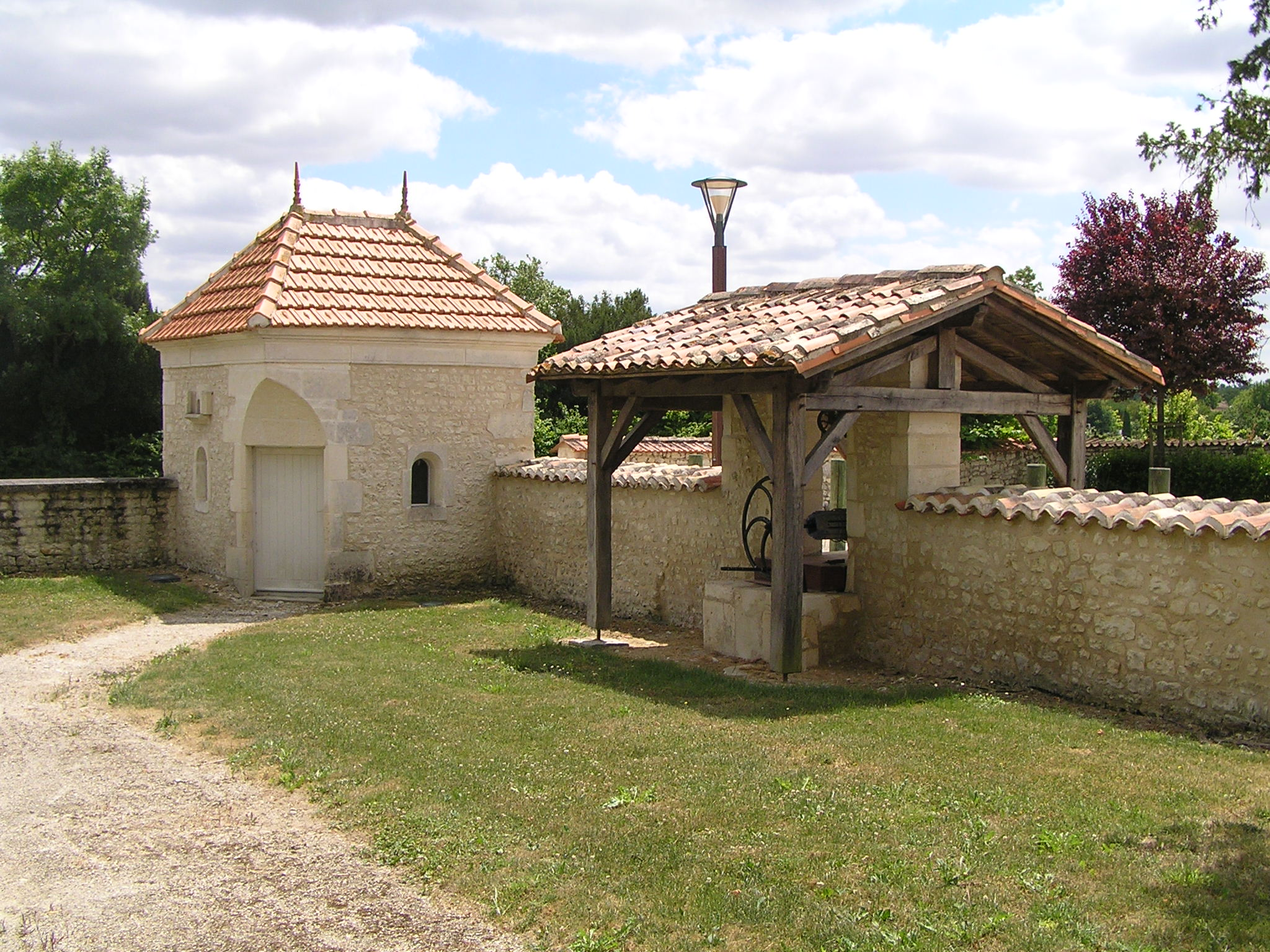
Puits et pigeonnier.

### Héraldique
| Blason de Saint-Palais-du-Né | Blason  | Tranché : au 1er de gueules à une grappe de raisin d'or tigée et feuillée au naturel, au 2e de sinople, à deux bandes ondées d'argent l'une chargeant le sinople, l'autre brochant sur la partition, à une volute de crosse d'or posée en barre et brochant en pointe, au franc-quartier losangé d'azur et d'or. |
| Blason de Saint-Palais-du-Né | Détails | Le statut officiel du blason reste à déterminer. |